# Ede Vadászi
Ede Vadászi, conosciuto anche come Ede Viboch (Budapest, 13 settembre 1923 – Budapest, 12 giugno 1995), è stato un cestista ungherese.

## Carriera
Con l'Ungheria ha disputato i Giochi olimpici di Londra 1948 e due edizioni dei Campionati europei (1946, 1947).